# Ез Завија
Ез Завија, позната и као Ел Завија или само Завија (арап. الزاوية, латинизирано Az Zāwiyah), град је у северозападној Либији на обали Средоземног мора. Град је удаљен око 50 км западно од Триполија, и центар је истоимене општине.
Према пописима становништва 1973. и 1984. године, Ез Завија је била пети по величини град у Либији, после Триполија, Бенгазија, Мисурате и Ел Баиде. Према процени из 2006, општина Ез Завија је имала око 291.000 становника, од којих је већина живела у граду.
У граду се налази једна од најважнијих рафинерија нафте у Либији. Током Рата у Либији (2011), у граду су у неколико наврата вођене жестоке борбе. Кроз град пролази важан ауто-пут од Триполија према граници са Тунисом.